# Бронвуд (Джорджія)
Бронвуд (англ. Bronwood) — місто (англ. town) в США, в окрузі Террелл штату Джорджія. Населення — 334 особи (2020).

## Географія
Бронвуд розташований за координатами 31°49′50″ пн. ш. 84°21′52″ зх. д. / 31.83056° пн. ш. 84.36444° зх. д. (31.830545, -84.364332).  За даними Бюро перепису населення США в 2010 році місто мало площу 2,05 км², уся площа — суходіл.

## Демографія
Згідно з переписом 2010 року, у місті мешкало 225 осіб у 98 домогосподарствах у складі 58 родин. Густота населення становила 110 осіб/км².  Було 120 помешкань (59/км²).
Расовий склад населення:
| - 68,9 % — чорних або афроамериканців - 28,4 % — білих - 1,8 % — корінних американців |

До двох чи більше рас належало 0,9 %. Частка іспаномовних становила 3,6 % від усіх жителів.
За віковим діапазоном населення розподілялося таким чином: 22,2 % — особи молодші 18 років, 60,0 % — особи у віці 18—64 років, 17,8 % — особи у віці 65 років та старші. Медіана віку мешканця становила 44,8 року. На 100 осіб жіночої статі у місті припадало 95,7 чоловіків;  на 100 жінок у віці від 18 років та старших — 92,3 чоловіків також старших 18 років.
Середній дохід на одне домашнє господарство  становив 42 853 долари США (медіана — 46 667), а середній дохід на одну сім'ю — 40 445 доларів (медіана — 33 125). За межею бідності перебувало 38,2 % осіб, у тому числі 54,9 % дітей у віці до 18 років та 18,5 % осіб у віці 65 років та старших.
Цивільне працевлаштоване населення становило 61 осіб. Основні галузі зайнятості: освіта, охорона здоров'я та соціальна допомога — 21,3 %, виробництво — 19,7 %, будівництво — 16,4 %.